# Ahmed Iyadh Ouederni
Ahmed Iyadh Ouederni (arabe : أحمد عياض الودرني), né le 19 février 1953 à Ben Gardane,, est un homme politique tunisien.

## Biographie
Professeur à l'Institut supérieur de gestion, il est désigné le 12 août 1991 comme secrétaire permanent du Rassemblement constitutionnel démocratique (RCD) chargé des relations avec les organisations et les associations. Après avoir occupé le poste de conseiller principal chargé des droits de l'homme auprès du président de la République Zine el-Abidine Ben Ali à partir de 1994, il devient l'année suivante conseiller du ministre des Affaires étrangères, avant de redevenir, en juin 1996, conseiller principal du président de la République.
Il devient ministre de l'Éducation le 17 novembre 1999 avant d'occuper le poste de ministre-directeur du cabinet présidentiel du 23 janvier 2001 au 14 janvier 2011.
Il est membre, dès 1993, du comité central du RCD au pouvoir, mais aussi du bureau politique à partir du 9 mars 2006. Il est radié du parti le 18 janvier 2011 après la révolution qui a renversé le régime Ben Ali.

## Vie privée
Il est marié et père de trois enfants.